# Joey DiGiamarino
Joseph Anthony DiGiamarino (Corona, 6 aprile 1977) è un ex calciatore statunitense, di ruolo difensore.

## Carriera

### Nazionale
Gioca con la selezione olimpica le olimpiadi di Sydney 2000